# Drouette
A Drouette folyó Franciaország területén, az Eure jobb oldali mellékfolyója.

## Földrajzi adatok
A folyó a Rambouillet-nél Yvelines megyében ered 170 méterrel a tengerszint felett, és Martot-nál Eure-et-Loir megyében, 90 m magasságban torkollik az Eure-be. Hossza mindössze 39,6 km.

## Megyék és városok a folyó mentén
- Yvelines: Émancé
- Eure-et-Loir: Épernon, Hanches, Saint-Martin-de-Nigelles